# Юговиці
Юговиці (пол. Jugowice, нім. Hausdorf) — село в Польщі, у гміні Валім Валбжиського повіту Нижньосілезького воєводства.
Населення — 622 особи (2011).
У 1975-1998 роках село належало до Валбжиського воєводства.

## Демографія
Демографічна структура станом на 31 березня 2011 року:
|          | Загалом | Допрацездатний вік | Працездатний вік | Постпрацездатний вік |
| -------- | ------- | ------------------ | ---------------- | -------------------- |
| Чоловіки | 302     | 47                 | 221              | 34                   |
| Жінки    | 320     | 63                 | 186              | 71                   |
| Разом    | 622     | 110                | 407              | 105                  |